# Lomikámen vstřícnolistý

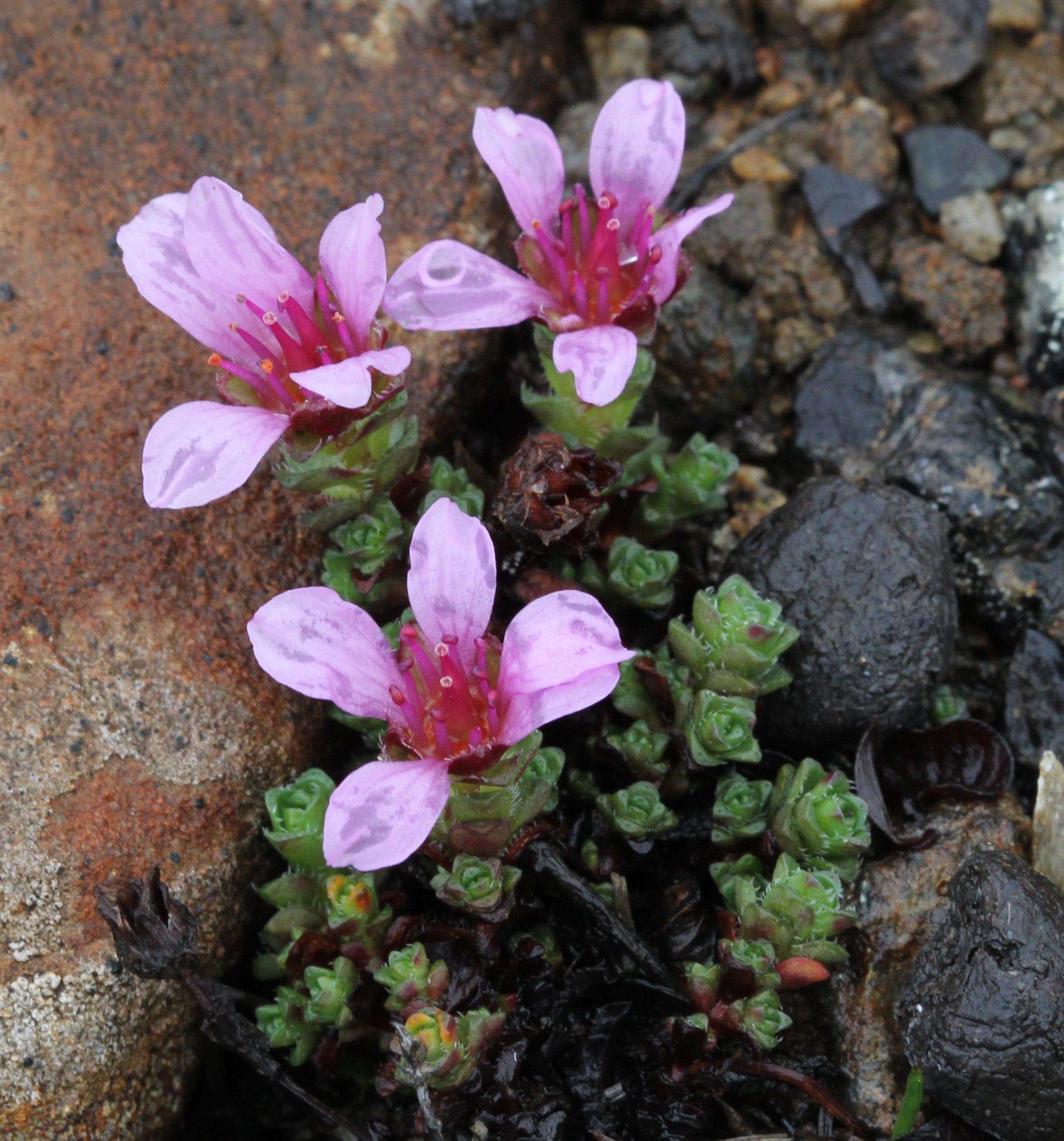
Detail rostliny

Lomikámen vstřícnolistý (Saxifraga oppositifolia) je druh rostliny z čeledi lomikamenovité. Je to nízce polštářovitě rostoucí bylina s plazivým dřevnatějícím stonkem, šupinovitými listy a nápadnými růžovými až purpurovými květy. Druh má klasicky arkto-alpínské rozšíření. Je široce rozšířený v severských oblastech Evropy, Asie i Severní Ameriky, jižněji ve vyšších horských polohách. V České republice roste velmi vzácně v Krkonoších, hojný je například v Alpách a Karpatech. Je to chladnomilná rostlina s extrémní odolností vůči arktickému a vysokohorskému podnebí. Jako skalnička se pěstuje jen zřídka.

## Popis
Lomikámen vstřícnolistý je vytrvalá, 2 až 5 cm vysoká bylina nízce polštářovitého růstu s plazivým, dřevnatějícím, místy kořenujícím stonkem, z něhož vyrůstají četné, vzpřímené, hřebenitě postavené, hustě olistěné větévky. Listy jsou vstřícné, křižmostojné, kožovité, tlustě šupinovité, brvité, s jednou nebo řidčeji až 3 hydatodami, bez řapíku. Na větévkách jsou těsně nahuštěné ve 4 řadách, na květonosných lodyžkách bývají oddálenější. Květy jsou pravidelné, oboupohlavné, asi 13 mm široké, vyrůstající jednotlivě na krátkých stopkách.
Kalich je složený z 5 vzpřímených, vejčitých až eliptických, kožovitých, na okraji brvitých kališních lístků. Korunní lístky jsou růžové až sytě purpurové (výjimečně bílé), úzce obvejčité, 7 až 10 mm dlouhé, na bázi dlouze vybíhající v nehet, na vrcholu tupé. Koruna se při sušení zbarvuje fialově. Semeník je víceméně svrchní. Rostlina kvete v závislosti na stanovišti a poloze na jaře až v létě, brzy po sejití sněhu, zpravidla od dubna do června. Na svých stanovištích náleží mezi nejčasněji kvetoucí rostliny. Tobolky jsou vejcovité, 3 až 6 mm dlouhé, na vrcholu s dlouhými rozestálými vytrvalými čnělkami a podepřené vytrvalým kalichem.
Poněkud podobný lomikámen nachový (Saxifraga retusa) má rovněž vstřícné listy, polštářovitý vzrůst a purpurové květy. Odlišuje se listy jen na bázi krátce brvitými, na okraji s 5 drobnými hydatodami vylučujícími vápenaté soli, a lysými kališními lístky. Vyskytuje se v evropských velehorách včetně Tater, v ČR neroste.
V Alpách se přirozeně kříží s lomikamenem dvoukvětým (Saxifraga biflora), kříženec se nazývá Saxifraga × kochii. Z Grónska je znám kříženec s lomikamenem vždyzeleným (Saxifraga aizoides), popsaný jako Saxifraga ×  nathorstii.

## Rozšíření
Druh má obrovský areál v severských oblastech Evropy, Asie i Severní Ameriky, jižněji se vyskytuje ve vyšších polohách horských masívů. Jedná se o klasický příklad arkto-alpínského rozšíření.
V rámci Evropy se souvisleji vyskytuje v západní a severní Skandinávii, severním Rusku, Britských ostrovech, Alpách, Apeninách, Pyrenejích a Karpatech. Izolované arely jsou i v řadě menších pohoří včetně Krkonoš a různých jihoevropských pohoří, jako je například španělská Sierra Nevada nebo pohoří v Řecku či Bulharsku. Chybí na Kavkaze.
V Krkonoších se vyskytuje v Obřím dole, Kotelních jamách a na polské straně v Malé Sněžné jámě a je zde vázán na výchozy zásaditých hornin v nadmořských výškách od 1100 do 1300 metrů. Na Slovensku je dosti hojný v celých Tatrách, kde roste na zásaditých i žulových podkladech v nadmořských výškách od 1140 do 2630 metrů. Výškové maximum je udáváno z vrcholových partií Lomnického štítu. Vzácně se vyskytuje i v nejvyšších polohách Nízkých Tater. V Alpách je rozšířen v rámci vyšších poloh celého pohoří.

## Ohrožení a ochrana
V České republice je tento druh chráněn zákonem v kategorii silně ohrožené druhy. V červeném seznamu cévnatých rostlin ČR je veden jako kriticky ohrožený druh (kat. C1r). Na Slovensku chráněn není a je zde zařazen mezi druhy méně dotčené (LC). Zákonem je chráněn také v Rakousku, Itálii, Německu a Švýcarsku.

## Ekologie
Lomikámen vstřícnolistý je jednou z nejodolnějších cévnatých rostlin světa vůči chladnému prostředí. Byl nalezen ve vrcholových partiích hory Dom ve švýcarských Alpách v nadmořské výšce 4 507 metrů, což je absolutní evropský výškový rekord pro trvalý výskyt cévnaté rostliny. Stáří nalezených rostlin bylo stanoveno na více než 30 let. Vykvétá zde již v průběhu 6 až 10 dnů po sejití sněhu, semena však v daném prostředí zřejmě nestíhají dozrát. Vegetační sezóna (tedy s průměrnou denní teplotou půdy 2–3 cm pod povrchem přesahující 0 °C) trvá přibližně 66 dní. Průměrná teplota v tomto období je pouze 2,6 °C. Fyziologická aktivita rostlin je možná jen po několik denních hodin, zatímco každou noc klesá teplota pod bod mrazu.
Druh má výškový rekord také na Špicberkách (společně s mákem Papaver dahlianum) a v Grónsku.
Květy jsou opylovány hmyzem. Navštěvují je zejména královny čmeláků a někteří denní motýli, v severošvédském Laponsku například okáč velehorský (Erebia pandrose) a žluťásek nasteský (Colias nastes). V pozdější sezóně je opylují zejména drobné druhy much. V životaschopná semena dozrává jen malý podíl vajíček, asi čtvrtina.
V Evropě je lomikámen vstřícnolistý živnou rostlinou housenek píďalky skalní (Entephria flavicinctata) a různých druhů drobných můr rodu Kessleria z čeledi předivkovití (Yponomeutidae), v Severní Americe modráska Agriades franklinii a můry Gynaephora rossii z čeledi bekyňovití (Lymantriidae).

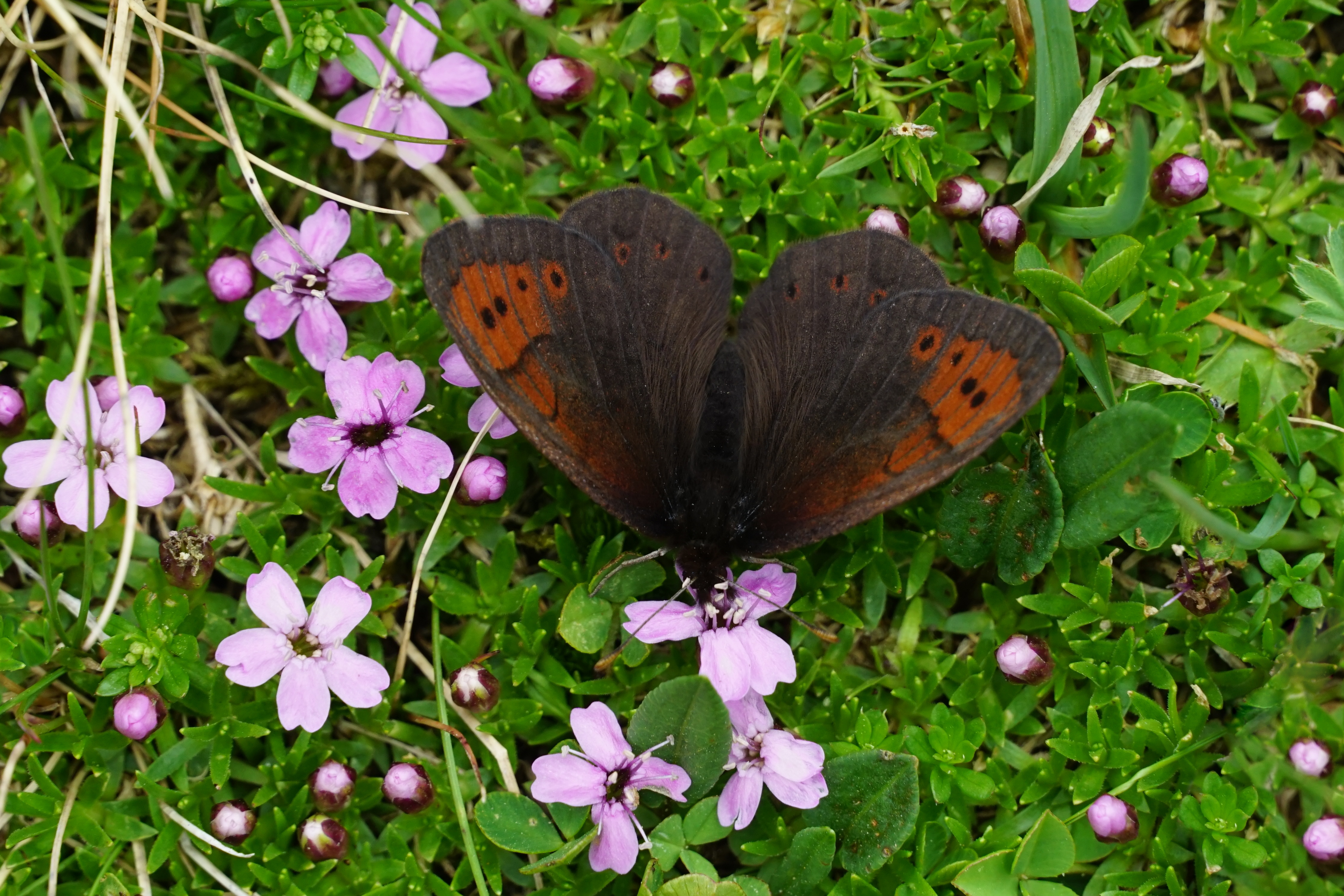
Okáč velehorský (Erebia pandrose) na květech silenky bezlodyžné
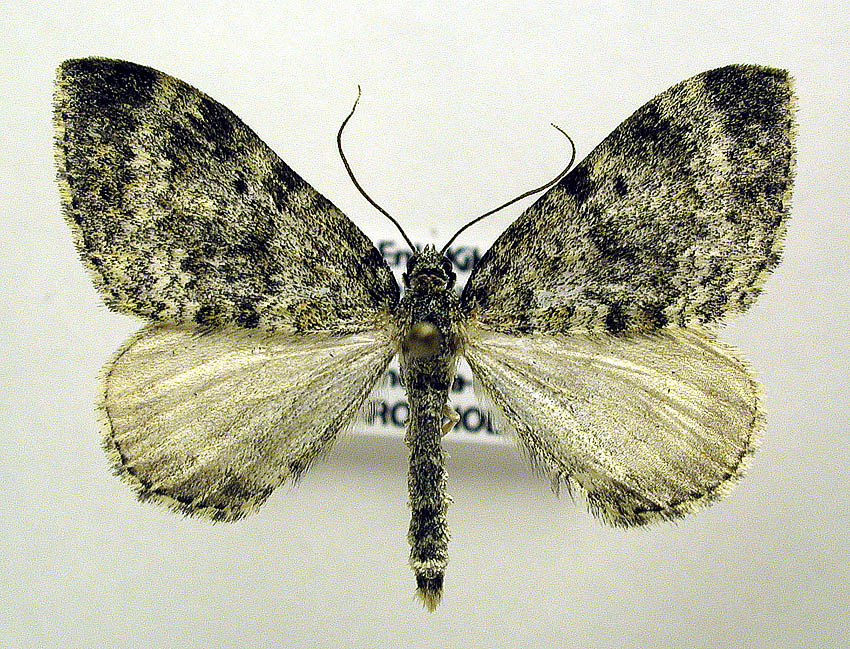
Píďalka skalní (Entephria flavicinctata)
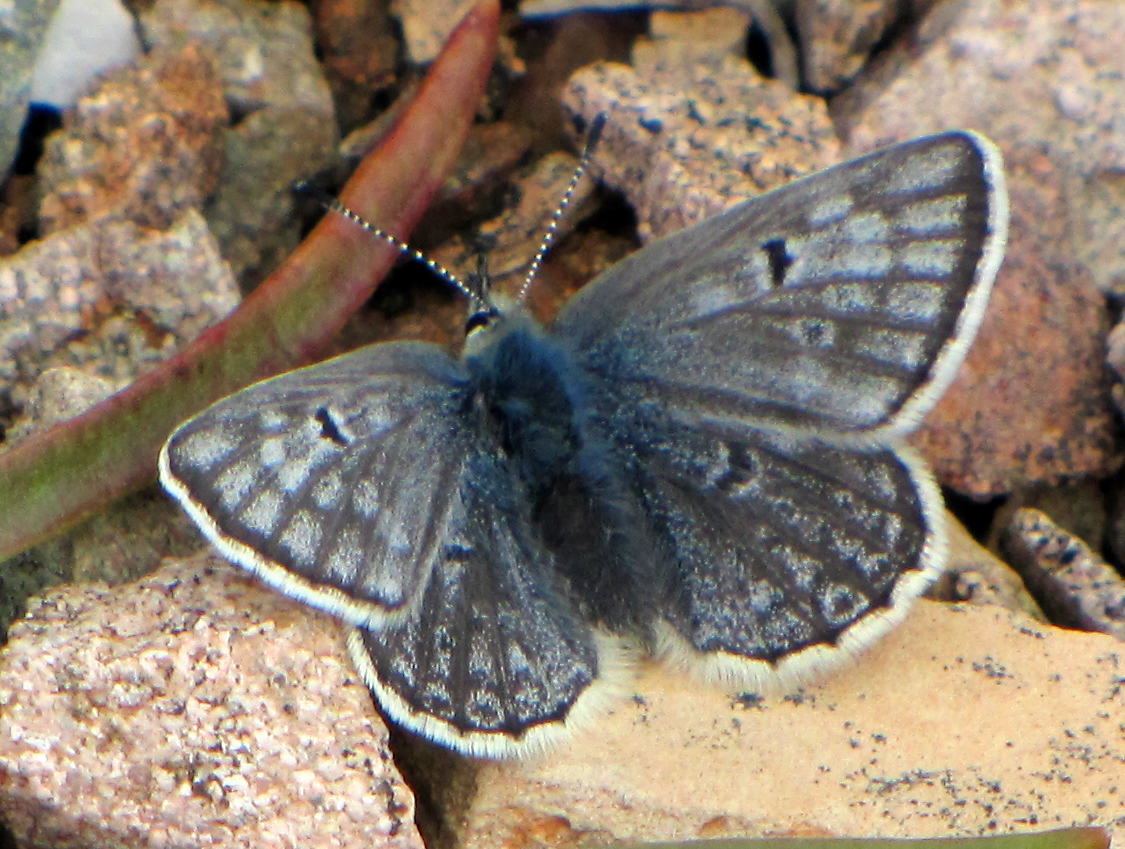
Severoamerický arktický modrásek Agriades franklinii
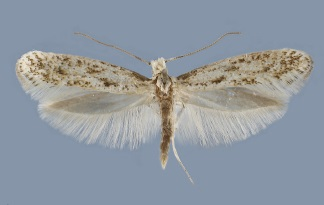
Drobná můra rodu Kessleria

## Taxonomie
Druh je v rámci rodu Saxifraga řazen do podrodu Saxifraga a sekce Porphyrion.
V rámci svého areálu je značně polymorfní a byla popsána řada vnitrodruhových taxonů. Některé formy mají jen řídký růst, jiné tvoří velmi stěsnané polštáře. S. oppositifolia subsp. paradoxa z centrálních Pyrenejí má střídavé listy. Poddruh S. o. subsp. asiatica z Himálaje a sibiřských pohoří se vyznačuje obzvláště velkými květy, subsp. rudolphiana z žulových oblastí východních Alp je naopak ve všech svých částech velmi drobný a má silně stěsnaný růst.

## Význam a pěstování
Druh se v podmínkách střední Evropy pěstuje jako skalnička spíše zřídka, neboť nesnáší dobře vysoké letní teploty. Byly vyselektovány i různé okrasné kultivary. V přírodě rostlina vyhledává exponovaná, často severně orientovaná a vyfoukávaná stanoviště. V kultuře dobře snáší zimní vlhkost, v oblastech s kontinentálnějším klimatem ale přinášejí problémy vysoké letní teploty. Může prosperovat například na severně orientované skalce přitisklý při patě velkého balvanu, který chrání rostlinu před nadměrným ohřevem slunečním zářením. Není ani udáván ze sbírek žádné české botanické zahrady.